# VM i markhåndbold 1960 (kvinder)
Verdensmesterskabet i håndbold (udendørs) for damer i 1960 var den tredje (og hidtil sidste) udendørs VM-slutrunde for kvinder, og den blev afholdt i Holland i perioden 12. – 19. juni 1960.
De seks deltagende lande spillede i 2 grupper á 3 hold efterfulgt af placeringskampe. 

## Resultater
| Gruppe A           |                    |                    |       |
| Rumænien - Østrig  | Rumænien - Østrig  | Rumænien - Østrig  | 6-2   |
| Østrig - Danmark   | Østrig - Danmark   | Østrig - Danmark   | 4-4   |
| Rumænien - Danmark | Rumænien - Danmark | Rumænien - Danmark | 6-1   |
|                    | Kampe              | Mål                | Point |
| Rumænien           | 2                  | 12-3               | 4     |
| Østrig             | 2                  | 6-10               | 1     |
| Danmark            | 2                  | 5-10               | 1     |

| Gruppe B           |                    |                    |       |
| Tyskland - Holland | Tyskland - Holland | Tyskland - Holland | 6-3   |
| Holland - Polen    | Holland - Polen    | Holland - Polen    | 5-2   |
| Tyskland - Polen   | Tyskland - Polen   | Tyskland - Polen   | 7-4   |
|                    | Kampe              | Mål                | Point |
| Tyskland           | 2                  | 13-7               | 4     |
| Holland            | 2                  | 8-8                | 2     |
| Polen              | 2                  | 6-12               | 0     |

### Kamp om 5.-6. pladsen
- Danmark – Polen 6-3

### Semifinaler
- Rumænien – Holland 9-4
- Østrig – Tyskland 3-2

### Bronzekamp
- Tyskland – Holland 3-1

### Finale
- Rumænien – Østrig 10-2

### Slutstilling
1. Rumænien,
2. Østrig,
3. Tyskland,
4. Holland,
5. Danmark,
6. Polen.